# بريزيدينت برودينت
بريزيدينت برودينت هي مدينة، وبلدية في البرازيل، تتبع ساو باولو، بلغ عدد سكانها 189٬186  نسمة، في 2000، تبلغ مساحتها 562٫794 كيلومتر مربع، رمزها البريدي هو 19000-000.

## الموقع
تشترك في الحدود مع:
- Caiabu [الإنجليزية]‏
- Mariápolis [الإنجليزية]‏
- Santo Expedito [الإنجليزية]‏
- Pirapozinho [الإنجليزية]‏
- Anhumas [الإنجليزية]‏.

## أعلام
- موريلو دي ألميدا
- أنتونيو كارلوس زاغو
- تايلا أيالا
- جواو سرش
- لياندرو فريري دي أراوجو